# 衡阳市人民政府
26°54′02″N 112°34′42″E / 26.900553°N 112.578312°E
衡阳市人民政府（简称衡阳市政府）是中华人民共和国湖南省衡阳市的行政管理机关。现任市长是朱健，2020年2月上任。

## 历史
在民国时期，国民政府于1942年1月1日設衡陽市，在衡阳建立衡阳市政府，1943年升格為省轄市，是湖南省第二個省轄市。1949年8月，因衡宝战役，解放军占领衡阳市而撤销。1949年，中华人民共和国在衡阳设立衡阳专区专员公署，1950年，衡阳市改为省辖市，成立衡阳市人民委员会，衡阳专区曾于1952年撤销，1954年恢复，1959年，衡阳市改归衡阳专区，1970年，衡阳专区改称衡阳地区，并建立衡阳地区革命委员会。1980年2月20日，衡阳市升为省辖市，并成立衡阳市人民政府，1983年7月，衡阳地区和衡阳市合并，实行市管县新体制。

## 职权
根据《中华人民共和国地方各级人民代表大会和地方各级人民政府组织法》第七十三条，县级以上的地方各级人民政府行使下列职权：
1. 执行本级人民代表大会及其常务委员会的决议，以及上级国家行政机关的决定和命令，规定行政措施，发布决定和命令；
2. 领导所属各工作部门和下级人民政府的工作；
3. 改变或者撤销所属各工作部门的不适当的命令、指示和下级人民政府的不适当的决定、命令；
4. 依照法律的规定任免、培训、考核和奖惩国家行政机关工作人员；
5. 编制和执行国民经济和社会发展规划纲要、计划和预算，管理本行政区域内的经济、教育、科学、文化、卫生、体育、城乡建设等事业和生态环境保护、自然资源、财政、民政、社会保障、公安、民族事务、司法行政、人口与计划生育等行政工作；
6. 保护社会主义的全民所有的财产和劳动群众集体所有的财产，保护公民私人所有的合法财产，维护社会秩序，保障公民的人身权利、民主权利和其他权利；
7. 履行国有资产管理职责；
8. 保护各种经济组织的合法权益；
9. 铸牢中华民族共同体意识，促进各民族广泛交往交流交融，保障少数民族的合法权利和利益，保障少数民族保持或者改革自己的风俗习惯的自由，帮助本行政区域内的民族自治地方依照宪法和法律实行区域自治，帮助各少数民族发展政治、经济和文化的建设事业；
10. 保障宪法和法律赋予妇女的男女平等、同工同酬和婚姻自由等各项权利；
11. 办理上级国家行政机关交办的其他事项。

## 历任市长
| 姓名   | 就任日期   | 卸任日期   | 备注 |
| ------ | ---------- | ---------- | ---- |
| 杨敏之 | 1980年10月 | 1985年3月  |      |
| 翟守政 | 1985年3月  | 1988年1月  |      |
| 苏建民 | 1988年1月  | 1991年10月 |      |
| 何文彬 | 1991年10月 | 1993年7月  |      |
| 贺同新 | 1993年8月  | 1996年11月 |      |
| 陈安众 | 1996年11月 | 1999年9月  |      |
| 徐明华 | 1999年9月  | 2001年9月  |      |
| 贺仁雨 | 2001年9月  | 2005年12月 |      |
| 彭崇谷 | 2005年12月 | 2008年6月  |      |
| 张自银 | 2008年6月  | 2013年3月  |      |
| 周海兵 | 2013年3月  | 2017年5月  |      |
| 郑建新 | 2017年6月  | 2018年2月  |      |
| 邓群策 | 20018年4月 | 2020年2月  |      |
| 朱健   | 2020年2月  |            |      |